# Cimone Coalemo
Cimone Coalemo figlio di Stesagora (in greco antico: Κίμων Κοάλεμος?, Kìmon Koàlemos; Atene, VI secolo a.C. – Atene, VI secolo a.C.) è stato un nobile ateniese, padre di Milziade e di Stesagora, noto per aver vinto per tre volte la corsa dei carri alle Olimpiadi.

## Biografia
Cimone figlio di Stesagora, soprannominato "Coalemo" (in greco antico: Κοάλεμος?, Koàlemos, "sciocco"), visse nel VI secolo a.C. ed era membro della nobile famiglia ateniese dei Filaidi, fratellastro da parte di madre di Milziade il Vecchio, tiranno del Chersoneso Tracico; vinse per tre volte consecutive la corsa dei carri, una delle più prestigiose competizioni delle Olimpiadi antiche. La corsa dei carri era l'unica competizione olimpica nella quale il diretto partecipante, ovvero l'auriga che conduceva il carro, era solo un professionista ingaggiato allo scopo, mentre il merito dell'eventuale vittoria andava esclusivamente all'organizzatore e al finanziatore della squadra, che dal successo nella corsa otteneva un grandissimo prestigio.
Bandito da Atene, Cimone si era guadagnato il condono dell'esilio dedicando la seconda vittoria olimpica nella corsa dei carri con quattro cavalli a Pisistrato, il tiranno di Atene, ma quando, quattro anni dopo, vinse la gara per la terza volta consecutiva, si attirò l'invidia dei figli del tiranno, Ippia ed Ipparco, che lo fecero assassinare tendendogli un agguato notturno.
Si sa da Erodoto che Cimone fu sepolto oltre la strada che attraversava Cele, fuori dalla città di Atene, vicino alle cavalle che lo avevano portato tre volte alla vittoria olimpica.
Fu padre di Milziade, lo stratego vincitore della battaglia di Maratona, e nonno di Cimone, lo stratego vincitore della battaglia dell'Eurimedonte.